# Sarah Dunant
Sarah Dunant (Londra, 8 agosto 1950) è una scrittrice inglese, ma ha lavorato anche per la radio, la televisione e la stampa.
Sarah vive tra Londra e Firenze e ha due figli.

## Scrittura
La sua passione per la scrittura ha esplorato due generi: il thriller contemporaneo e la narrativa storica.
Un viaggio a Firenze nel 2000 rinnova la sua vecchia passione per la storia e la porta a scrivere una trilogia sulle donne del Rinascimento italiano.

## Opere

### Romanzi

#### Serie Hannah Wolfe
- Birth Marks, Michael Joseph 1991
- Fatlands, Hamilton 1993
- Under My Skin, Hamilton 1995

#### Trilogia delle donne del rinascimento
- La nascita di Venere, M. Tropea 2005 (The Birth of Venus, Virago press 2004)
- La cortigiana, M. Tropea 2006 (In the Company of the Courtesan, Virago press 2006)
- Le notti al Santa Caterina, Neri Pozza 2009 (Sacred Hearts, Virago press 2009)

#### Saga dei Borgia
- Sangue e onore : i Borgia, Neri Pozza 2013 (Blood and beauty, Virago press 2013)
- I Borgia : danzando con la fortuna, Neri Pozza 2017 (In the name of the family, Virago press 2017)

#### Altri romanzi
- Exterminating Angels (scritto con Peter Busby con lo pseudonimo collettivo di Peter Dunant), David & Charles 1983
- Intensive Care (scritto con Peter Busby con lo pseudonimo collettivo di Peter Dunant), Andre Deutsch 1986
- Neve rovente, Sperling & Kupfer 1990 (Snow Storms in a Hot Climate, Random House 1988)
- Trasgressioni, Fazi 2000 (Transgressions, Virago press 1997)
- Mapping the Edge, Virago press 1999

### Saggi
- The War of the Words: The Political Correctness Debate, Virago press 1994
- The Age of Anxiety (scritto con Roy Porter), Virago press 1996